# Fred Di Giacomo

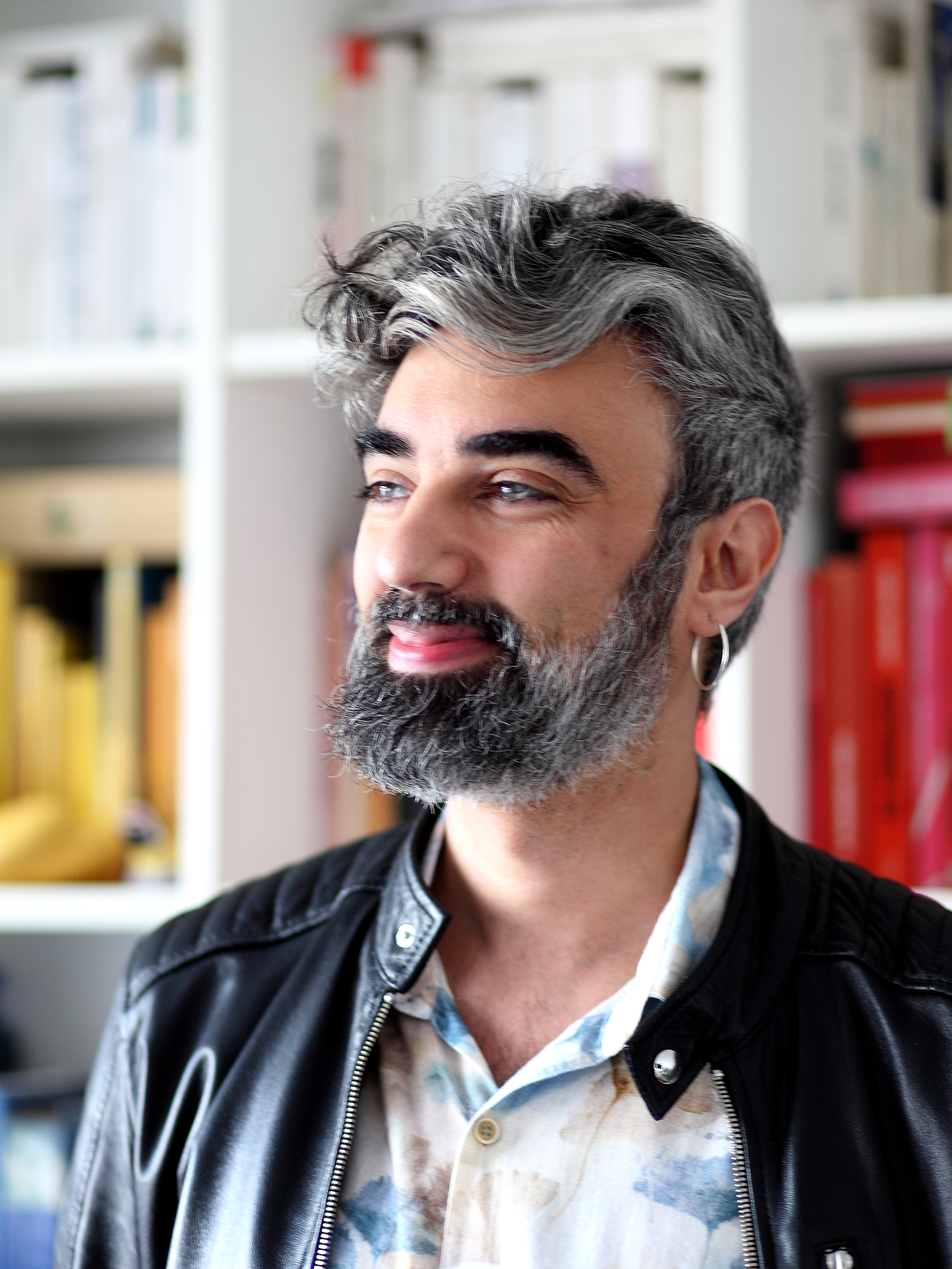
O escritor Fred Di Giacomo.

Frederico Di Giacomo Rocha (Penápolis, 1984) é um escritor e jornalista brasileiro, que também desenvolveu trabalhos como músico e game designer.
Formado em jornalismo pela Unesp-Bauru, , foi classificado como polímata pela revista Vice (revista) e pela  Universidade do Texas em Austin,  por ter criado trabalhos premiados e reconhecidos internacionalmente com literatura, newsgames, jornalismo, infográficos e música. 

## Literatura
Seu primeiro romance "Desamparo", finalista do Prêmio São Paulo de Literatura, foi lançado em 2018 pela Editora Reformatório . O livro recebeu destaques e resenhas positivas em jornais e sites especializados como A Tribuna onde o crítico Alfredo Monte escreveu que "Desamparo é um dos melhores romances dos últimos tempos e deveria figurar em todas as premiações.". O Estado de S. Paulo destacou a influência do realismo mágico na obra, onde a narração teria "uma linha tênue entre a realidade e o fantástico". O jornal alemão Frankfurter Rundschau apontou Fred como integrante da nova geração de escritores brasileiros que estaria revolucionando a literatura do hemisfério sul. . 
"Desamparo" é também o nome da faixa que encerra o disco "América" gravado por Di Giacomo com a banda Bedibê em 2019 e que inclui samplers do poeta Manoel de Barros. 
Seu segundo romance "Gambé", semifinalista do Prêmio Oceanos 2024 , foi lançado pela Companhia das Letras em 2023. No jornal O Globo, o crítico Matheus Lopes Quirino afirmou sobre "Gambé" que "ao trafegar entre fabulação e a crueza, com frases ardentes da realidade violenta dos policiais, o autor constrói um universo particular da região." O livro acumulou resenhas positivas na imprensa, em veículos como Folha de S. Paulo  e Valor Econômico. 

## Jornalismo
Com passagens por grandes empresas de comunicação, como Editora Abril, rede Globo, Eletromidia e UOL , e por ONGS, como Énois, datalabe e Em Movimento, Fred foi um dos pioneiros no desenvolvimento de newsgame (jogos baseados em apuração jornalística) no Brasil, participando da criação de destaques do gênero como "Filosofighters"  e "Science Kombat". 
No UOL, entre 2020 e 2023, assinou uma coluna sobre a arte produzida fora dos grandes centros econômicos , na qual entrevistou escritores, músicos e cineastas como Amaro Freitas, Itamar Vieira Jr., Eliane Potiguara e Paulo Scott.  
Na Énois, onde deu aulas de jornalismo para jovens moradores das periferias de São Paulo, coordenou a produção e editou os textos da primeira edição impressa do "Prato Firmeza: guia gastronômico das quebradas de SP", livro finalista do Prêmio Jabuti 2017 . Também editou os dois primeiros romances do jovem escritor Alexandre Ribeiro, ex-aluno da Énois, criado na Favela da Torre, em Diadema  . 
Desde outubro de 2023, Fred é diretor da revista GQ Brasil. 

## Música
Entre 1997 e 2011, Fred editou zines independentes (Afrociberdeli@, Ira, Kaos) e tocou em bandas de punk e hardcore nas cidades de Penápolis, Bauru e São Paulo. 
Além das bandas de rock, como Praga de Mãe e Milhouse, Di Giacomo tocou baixo e escreveu letras para a Bedibê (originalmente Banda de Bolso) , projeto de folk e MPB ativo, principalmente, entre 2011 e 2020. Formando ainda por Tiago Van Deursen, Diego Bravo e Karin Hueck, a Bedibê lançou dois álbuns "Envelhecer" (2016) e "América"(2019), além de um clipe em animação, criado pelo artista mineiro Alisson Lima, para a música "Esquina", composta por Van Deursen. 